# Mancerina

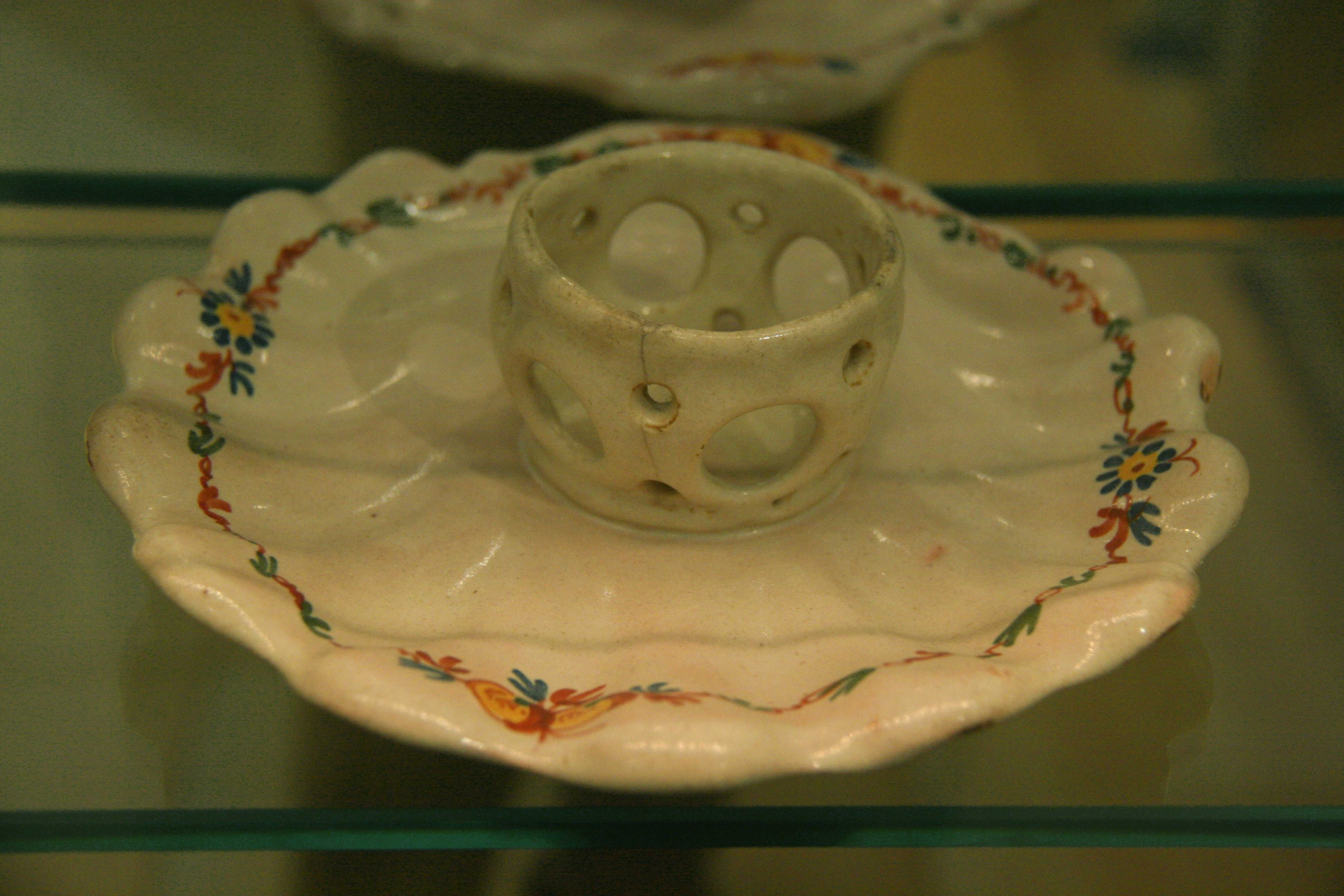
Mancerina

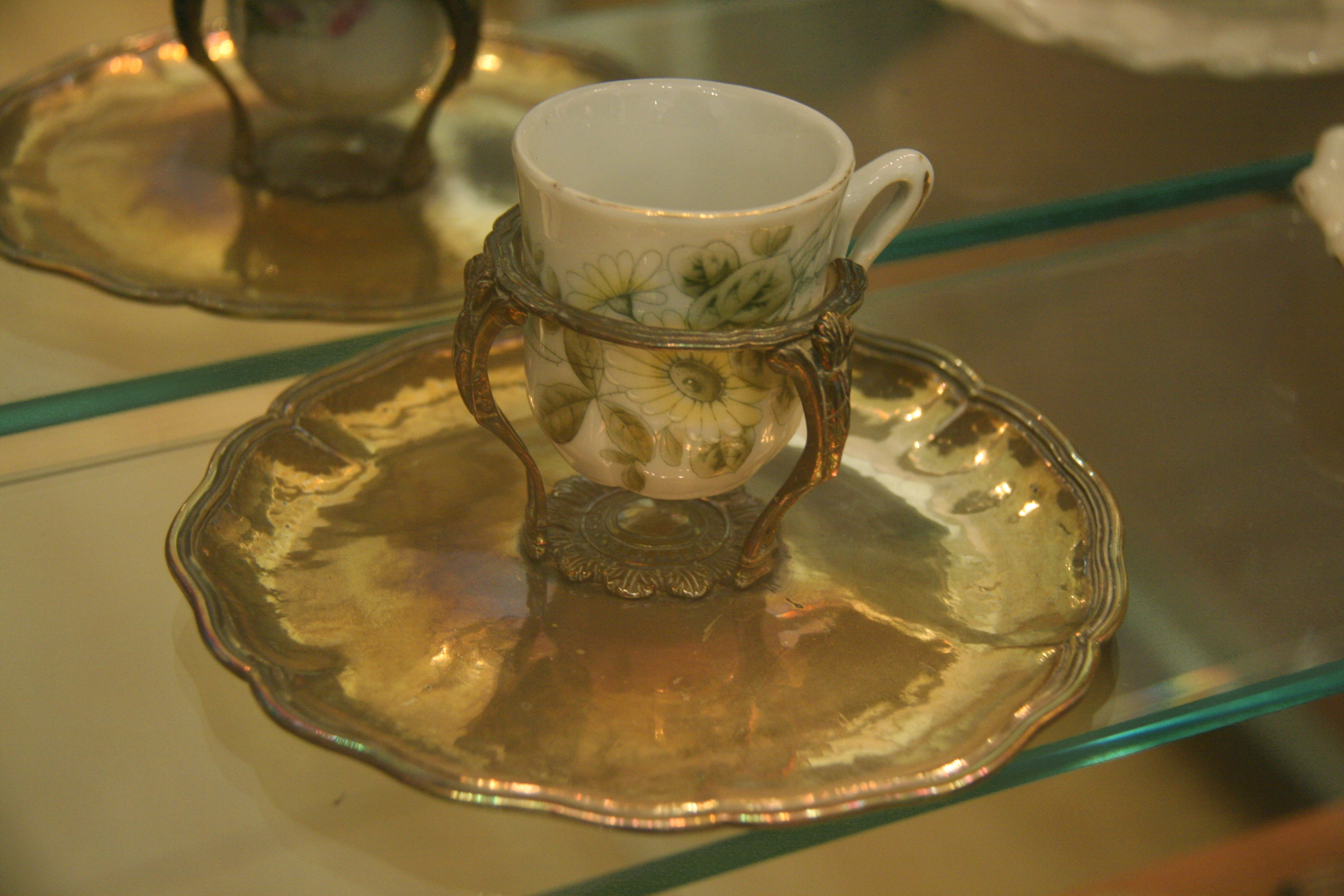
Mancerina metálica

La mancerina era una bandeja donde se servía antiguamente el chocolate. Generalmente se trataba de una especie de plato con una abrazadera circular en el centro de la misma, donde se colocaba y sujetaba una taza de porcelana (denominada jícara) en que se servía el chocolate. El asa central consistía antiguamente en un coco «de Tierra» partido por la mitad. En la parte baja de las mancerinas se disponía una pequeña fuente de pan de dulce que se empleaba como remojo en las jícaras.

## Historia
Los primeros servicios de chocolate se servían calientes y con un ligero sabor dulce debido al empleo de azúcar de caña, tal y como era costumbre por los primeros españoles durante la colonización de América. La no existencia de tazas hizo que en el año 1640 el marqués de Mancera, virrey del Perú (1639-1648) describiera por primera vez este elemento de la vajilla, haciéndosele inventor de esta bandeja. El nombre de la bandeja se forma por tanto como un diminutivo del título de su inventor.